# 2014 à la télévision
 (novembre 2024).
Si vous disposez d'ouvrages ou d'articles de référence ou si vous connaissez des sites web de qualité traitant du thème abordé ici, merci de compléter l'article en donnant les références utiles à sa vérifiabilité et en les liant à la section « Notes et références ».
 (novembre 2016).
| Années de la télévision : 2011 - 2012 - 2013 - 2014 - 2015 - 2016 - 2017    |
| Décennies de la télévision : 1980 - 1990 - 2000 - 2010 - 2020 - 2030 - 2040 |

Cet article présente les faits marquants de l'année 2014 à la télévision.

## Événements
- Du 7 février au 23 février : Jeux Olympiques d'hiver à Sotchi, en Russie
- 31 mars : France 4 devient une chaîne consacrée à la jeunesse et aux jeunes adultes.
- 10 mai : Grande finale du Concours Eurovision de la chanson, se déroulant à Copenhague, au Danemark
- Du 25 mai au 8 juin : Tournoi de Roland Garros 2014
- Du 13 juin au 13 juillet : Coupe du monde de football au Brésil
- Du 5 juillet au 27 juillet : Tour de France 2014
- 13 juillet : Finale de la Coupe du monde de football de 2014, Stade Maracanã à Rio de Janeiro, Brésil.
- 4 novembre : Canal+ fête ses 30 ans. Pour l'occasion la chaine propose une programmation speciale d'une semaine.
- 19 novembre : Lancement de la chaîne Nickelodeon 4Teen (devenu Nickelodeon Teen en 2017).
- 14 décembre : Election de Miss Monde se déroulant à Londres au Royaume-Uni, diffusée en France sur Paris première
- 31 décembre :
  - Les chaînes de télévision  TF6 et Stylia cessent d'émettre.
  - La chaîne Eurosport cesse d'émettre sur la TNT payante.

## Émissions

### France
- 1er janvier : Le Loto fait son retour sur TF1
- 31 mars : Première rediffusion des marques jeunesse Zouzous et Ludo sur France 4
- 6 juillet : Pyramide fait son retour sur France 2
- 8 septembre : Le Maillon faible fait son retour sur D8
- 12 septembre : Après 2 ans d'absence, Koh-Lanta fait son retour sur TF1 avec Koh-Lanta : La Nouvelle Édition
- 8 octobre : À prendre ou à laisser fait son retour sur D8
- 4 juillet : Dernière émission d'On n'demande qu'à en rire sur France 2

### Dans le monde
- Diffusion aux États-Unis du 550e épisode des Simpson sur la Fox.
- Diffusion en Australie de la série First Contact (novembre).
- Diffusion au Royaume-Uni de la 3e saison de la série Sherlock (janvier) sur BBC One[1].

### Jeux et divertissements
- Diffusion des saisons 4 et 5 des Douze Coups de midi sur TF1
- Diffusion de la saison 2 de Au pied du mur ! sur TF1
- Diffusion des saisons 4 et 5 de Money Drop sur TF1
- Diffusion de la saison 6 de Tellement vrai sur NRJ 12
- Diffusion de la saison 26 de Questions pour un champion sur France 3
- Diffusion de la saison 52 des chiffres et des lettres sur France 3
- Diffusion de la saison 2 et 3 de Harry sur France 3
- Diffusion des saisons 4 et 5  de Slam sur France 3
- Diffusion de la saison 15 du Le Plus Grand Cabaret du monde sur France 2
- Diffusion des saisons 16 et 17 de Vivement dimanche sur France 2
- Diffusion de la saison 7 de Les années bonheur sur France 2
- Diffusion de la saison 6 de Mot de passe sur France 2
- Diffusion des saisons 8 et 9 de Tout le monde veut prendre sa place sur France 2
- Diffusion des saisons 8 et 9 de N'oubliez pas les paroles ! sur France 2
- Diffusion des saisons 24 et 25 de Motus sur France 2
- Diffusion des saisons 19 et 20 de Les Z'amours sur France 2
- Diffusion de la saison 25 de Fort Boyard sur France 2
- Diffusion onze ans après de la saison 12 de Pyramide sur France 2
- Diffusion de la saison 3 de Vendredi tout est permis sur TF1
- Diffusion de la saison 19 des Enfants de la télé sur TF1
- 28 février : 18e émission du Grand Concours des Animateurs sur TF1
- Diffusion de la saison 1 de Canapé quiz sur TMC
- Diffusion de la saison 2 de The Best, le meilleur artiste sur TF1
- Diffusion de la saison 1 de Qu'est-ce que je sais vraiment ? sur M6
- Diffusion de la saison 10 de Pékin Express sur M6
- Diffusion de la saison 1 de L'Œuf ou la Poule ? sur D8
- Diffusion de la 4e saison spéciale de Koh-Lanta ( Koh-Lanta : La Nouvelle Édition ) sur TF1
- Diffusion de la saison 5 de Danse avec les stars (Saison 5 de DALS) sur TF1
- Diffusion de la saison 3 de La Nouvelle Édition sur Canal+
- Diffusion sept ans après de la saison 8 du Maillon faible sur D8
- Diffusion quatre ans après de la saison 8 d' À prendre ou à laisser sur D8
- Diffusion de la saison 4 d'On n'demande qu'à en rire sur France 2

### Téléréalité
- Diffusion de la saison 1 et 2 des Princes de l'Amour sur W9
- Diffusion de la saison 3 des Marseillais sur W9
- Diffusion de la saison 6 des Ch'tis sur W9
- Diffusion de la saison 5 de Bachelor, le gentleman célibataire sur NT1
- Diffusion de la saison 6 des Anges de la téléréalité sur NRJ 12
- Diffusion de la saison 4 de L'Île des vérités sur NRJ 12
- Diffusion de la saison 2 de Giuseppe Ristorante, une histoire de famille sur NRJ 12
- Diffusion de la saison 3 de L'amour est aveugle sur TF1
- Diffusion de la saison 3 de Qui veut épouser mon fils ? sur TF1
- Diffusion de la saison 8 de Secret Story sur TF1
- Diffusion de la saison 3 de Mon incroyable fiancé sur TF1
- Diffusion de la saison 9 de L'amour est dans le pré sur M6

### Musicales
- Diffusion de la saison 3 de The Voice, la plus belle voix sur TF1
- Diffusion de la saison 1 de The Voice Kids sur TF1
- Diffusion de la saison 1 d'Alcaline sur France 2
- Diffusion de la saison 3 de Monte le son ! sur France 4
- Diffusion de la saison 25 de L'école des Fans Nouvelle Génération sur Gulli
- Diffusion de la saison 1 de Music Explorer, les chasseurs de sons sur France Ô
- Diffusion de la saison 1 de Rising Star sur M6

### Cuisine
- Diffusion de la saison 5 de Top Chef sur M6
- Diffusion de la saison 5 d'Un dîner presque parfait sur M6
- Diffusion de la saison 4 de Cauchemar en cuisine sur M6
- Diffusion de la saison 2 de La Meilleure Boulangerie de France sur M6
- Diffusion de la saison 3 du Le Meilleur pâtissier sur M6
- Diffusion de la saison 4 de Norbert et Jean : Le Défi sur 6ter et M6
- Diffusion des saisons 2 et 3 des Carnets de Julie sur France 3
- Diffusion de la saison 1 de Dans la peau d'un chef sur France 2
- Diffusion de la saison 2 de Qui sera le prochain grand pâtissier ? sur France 2
- Diffusion de la saison 8 des Escapades de Petitrenaud sur France 5

### Émissions-débats
- Diffusion des saisons 5 et 6 de Touche pas à mon poste ! sur D8
- Diffusion de la saison 2 du Le Grand 8 sur D8
- Diffusion de la saison 1 de Est-ce que ça marche ? sur D8
- Diffusion de la saison 1 de L'Émission pour tous sur France 2
- Diffusion de la saison 1 de Un soir à la Tour Eiffel sur France 2
- Diffusion de la saison 8 et 9 de On n'est pas couché sur France 2
- Diffusion de la saison 5 de C à vous sur France 5
- Diffusion de la saison 1 de Y'a que les imbéciles qui ne changent pas d'avis ! sur M6
- Diffusion de la saison 10 et 11 du Grand Journal sur Canal+
- Diffusion de la saison 8 et 9 de Salut les Terriens ! sur Canal+

### Magazines
- Diffusion de la saison 6 d'Enquêtes criminelles : le magazine des faits divers sur W9
- Diffusion de la saison 2 de 90' Enquêtes sur TMC
- Diffusion de la saison 4 et 5 de Midi en France sur France 3
- Diffusion de la saison 16 de Des racines et des ailes sur France 3
- Diffusion des saisons 37 et 38 de Thalassa sur France 3
- Diffusion de la saison 14 de Faites entrer l'accusé sur France 2
- Diffusion de la saison 24 d'Envoyé spécial sur France 2
- Diffusion de la saison 13 de Complément d'enquête sur France 2
- Diffusion de la saison 29 et 30 de Télématin sur France 2
- Diffusion de la saison 16 de C'est au programme sur France 2
- Diffusion de la saison 2 de La Parenthèse inattendue sur France 2
- Diffusion de la saison 6 de L'Effet papillon sur Canal+
- Diffusion de la saison 1 du Tube sur Canal+
- Diffusion de la saison 1 d'On n'est plus des pigeons ! sur France 4
- Diffusion de la saison 12 de Confessions intimes sur TF1
- Diffusion de la saison 6 de 50 minutes inside sur TF1
- Diffusion de la saison 26 de Capital sur M6
- Diffusion de la saison 19 de Zone interdite sur M6
- Diffusion de la saison 22 de E=M6 sur M6
- Diffusion de la saison 9 de Enquête exclusive sur M6
- Diffusion de la saison 2 d'Un trésor dans votre maison sur M6
- Diffusion de la saison 16 de Silence, ça pousse ! sur France 5
- Diffusion de la saison 17 du Le Magazine de la santé sur France 5
- Diffusion de la saison 4 de C politique sur France 5
- Diffusion de la saison 3 d'On n'est pas que des cobayes ! sur France 5
- Diffusion de la saison 13 des Maternelles sur France 5
- Diffusion de la saison 6 de La Grande Librairie sur France 5
- Diffusion de la saison 6 de Médias, le magazine sur France 5

### Sport
- Diffusion de la saison 5 du Canal Football Club sur Canal+
- Diffusion de la saison 23 de L'Équipe du dimanche sur Canal+
- Diffusion de la saison 7 d'Intérieur sport sur Canal+
- Diffusion de la saison 19 de Jour de foot sur Canal+
- Diffusion de la saison 16 de Jour de rugby sur Canal+
- Diffusion de la saison 38 de Stade 2 sur France 2
- Diffusion de la saison 18 de Tout le sport sur France 3
- Diffusion de la saison 35 de Téléfoot sur TF1
- Diffusion de la saison 39 de Automoto sur TF1
- Diffusion de la saison 6 de L'Équipe du Soir sur L'Équipe 21
- Diffusion de la saison 1 de On va s'en mêler sur L'Équipe 21
- Diffusion de la saison 1 de L'Équipe type sur L'Équipe 21
- Diffusion de la saison 1 de Sport confidentiel sur L'Équipe 21
- Diffusion de la saison 2 de Rugby Pack sur beIN Sports
- Diffusion de la saison 1 de NBA Extra sur beIN Sports
- Diffusion de la saison 26 de Turbo sur M6 et W9
- Diffusion de la saison 7 de Riding Zone sur France Ô

### Séries télévisées
- Diffusion de la saison 4 de Clem sur TF1
- Diffusion de la saison 2 de Person of Interest sur TF1
- Diffusion du dernier épisode (101e) de Julie Lescaut sur TF1
- Diffusion de la saison 12 de Alice Nevers, le juge est une femme sur TF1
- Diffusion de la saison 2 de Unforgettable sur TF1
- Diffusion de la saison 2 de Falco sur TF1
- Diffusion de la saison 2 de Crossing Lines sur TF1
- Diffusion de la saison 6 de Camping Paradis sur TF1
- Diffusion de la saison 2 de Crossing Lines sur TF1
- Diffusion de la saison 9 de Grey's Anatomy sur TF1
- Diffusion de la saison 6 de Mentalist sur TF1
- Diffusion de la 9e et dernière saison de How I Met Your Mother sur NT1
- Diffusion de la saison 1 de Devious Maids sur Téva et M6
- Diffusion de la 4e et dernière saison de Nikita sur TF6
- Diffusion de la saison 2 de Caïn sur France 2
- Diffusion de la saison 3 de Rizzoli et Isles sur France 2
- Diffusion de la saison 2 de Candice Renoir sur France 2
- Diffusion de la saison 6 de Castle sur France 2
- Diffusion de la saison 7 de Fais pas ci, fais pas ça sur France 2
- Diffusion de la saison 1 de Broadchurch sur France 2
- Diffusion de la saison 4 de Hero Corp sur France 4
- Diffusion des saisons 6, 7 et 8 des Mystères de l'amour sur TMC
- Diffusion de la saison 2 de Sous le soleil de Saint-Tropez sur TMC
- Diffusion de la saison 4 de Glee sur W9
- Diffusion de la saison 2 de Kaboul Kitchen sur Canal+
- Diffusion de la 5e et dernière saison de Mafiosa sur Canal+
- Diffusion de la saison 3 de Scandal sur Canal+
- Diffusion de la saison 2 de House of Cards sur Canal+
- Diffusion de la saison 3 de Homeland sur Canal+
- Diffusion de la saison 2 de Vikings sur Canal+
- Diffusion de la saison 9 de 24 heures chrono sur Canal+ Séries
- Diffusion de la saison 4 du Trône de fer sur OCS City
- Diffusion de la saison 5 de Glee sur OCS Max
- Diffusion de la saison 4 de Hawaii 5-0 sur M6
- Diffusion de la saison 11 de NCIS : Enquêtes spéciales sur M6
- Diffusion de la saison 9 de Bones sur M6
- Diffusion de la saison 2 de Under the Dome sur M6
- Diffusion de la saison 10 de Plus belle la vie sur France 3
- Diffusion du dernier épisode (44e) de Louis la Brocante sur France 3
- Diffusion de la saison 11 de Plus belle la vie sur France 3
- Diffusion de la saison 4 de Le Visiteur du futur sur France 4
- Diffusion de la saison 1 et 2 de Hemlock Grove sur Netflix France
- Diffusion de la saison 1 et 2 de Orange Is The New Black sur Netflix France
- Diffusion de la saison 1 de Penny Dreadful sur Netflix France
- Diffusion de la saison 1 de Hôtel de la plage

## Distinctions
- Canal+ élu meilleur diffuseur du Championnat du monde de Formule 1 lors du Gala FIA
- Le prix du meilleur programme télévisé a été décerné à The Walking Dead.
- Le Gérard de l'animateur a été décerné à Cyril Hanouna pour Touche pas à mon poste.
- Le Gérard de l'animatrice a été décerné à Alessandra Sublet pour Fais-moi une place.
- Le Gérard du projet d’émission annulé par toutes les chaînes sauf chez NRJ12 : Allô Nabilla.
- Le Gérard de l’accident industriel a été décerné à Jean-Marc Morandini pour une émission sur NRJ 12.[réf. nécessaire]

## Décès
- 2 février : Philip Seymour Hoffman, acteur américain (º 23 juillet 1967).
- 25 février : Quentin Elias, chanteur, danseur et mannequin français (° 10 mai 1974).
- 27 avril : Micheline Dax, actrice française (° 3 mars 1924).
- 2 mai : Efrem Zimbalist II, acteur américain, (° 30 novembre 1918).
- 22 juin : Léon Mercadet, journaliste et chroniqueur culturel français (° 7 juin 1950).
- 4 juillet : Benoît Duquesne, journaliste, grand reporter et présentateur français (° 19 juillet 1957).
- 26 juillet : Thierry Redler, acteur et réalisateur français (° 22 février 1958).
- 11 août : Robin Williams, humoriste et acteur américain (° 21 juillet 1951).
- 4 septembre : Joan Rivers, actrice et animatrice de télévision américaine (° 8 juin 1933).
- 29 septembre : Yves Marchesseau, ancien animateur de télévision français (° 12 mai 1952).
- 23 décembre : Jacques Chancel, journaliste et écrivain français, (° 2 juillet 1928).